# Липа (Ковельський район)
Ли́па — село в Україні, у Турійській селищній громаді Ковельського району Волинської області. Населення становить 246 осіб.

## Історія
У 1906 році Липа-Станіславівка, колонія Новодвірської волості Володимир-Волинського повіту Волинської губернії. Відстань від повітового міста 29 верст, від волості 7. Дворів 8, мешканців 49.
12 червня 2020 року, відповідно до розпорядження Кабінету Міністрів України № 708-р «Про визначення адміністративних центрів та затвердження територій територіальних громад Волинської області», увійшло до складу Турійської селищної територіальної громади.
19 липня 2020 року, в результаті адміністративно-територіальної реформи та ліквідації  Турійського району, село увійшло до новоутвореного Ковельського району. 

## Населення
За переписом населення України 2001 року в селі мешкали 242 особи. 100 % населення вказало своєю рідною мовою українську мову.